# 應平書
應平書（1952年4月5日—），台湾女作家、散文家。現任台北崑劇團團長。

## 經歷
中华民國四十一年（1952年）生于台湾台北，祖籍浙江省慈谿縣。考入国立台湾大学中文系。畢業后任台湾《中華日報》記者，曾任《中華日報》副刊組主任。后任《國語日報》主編，负责报刊的兒童版，少年習作版，幼儿教育版和醫藥保健版等版面。

## 榮譽
其作品曾多次獲獎：
- 中華民國教育部文藝創作獎首獎
- 中華民國教育部散文創作獎
- 台灣文建會創作獎
- 台灣政府新聞處徵文散文創作獎
- 中興文藝獎（因主編《中華副刊》而獲得）

## 著作
應平書擅长寫散文也亦撰寫兒童故事，在台灣其與作家三毛、席慕蓉齊名，代表著作有：
- 《激情手記》
- 《笑看日出》
- 《奇奇歷險記》
- 《做孩子親密朋友》
- 《美芸的兩個生日》
- 《台北女人》是其代表作